# Lítla Dímun
Lítla Dímun [ˈlɞʏtlʌ ˈdɞʏmʊn] normalisiert [ˈlʊitla ˈdʊimʊn] (dänisch Lille Dimon, deutsch Klein-Dimun) ist die kleinste der 18 Inseln der Färöer und als einzige von ihnen ständig unbewohnt.
Lítla Dímun gehört historisch-geografisch zur Nachbarinsel Stóra Dímun (Groß-Dimun) und ist Suðuroy vorgelagert. Administrativ gehört die Insel zur Kommune Hvalba auf Suðuroy.
Der Name Dímun kommt vermutlich aus dem Keltischen und bedeutete dann zwei Hügel in Anspielung auf die beiden benachbarten Eilande Groß-Dimun und Klein-Dimun.
Klein-Dimun war nie von Menschen besiedelt. Hier nisten viele Papageitaucher und weiden 270 Schafe (Stand: 2004), welche im Frühjahr mit einem Fischerboot auf die Insel gebracht und im Herbst zum Scheren wieder eingefangen werden. Dass hier Schafe gehalten werden, ist bereits in der Färingersaga erwähnt. Ein Merkmal der Insel ist, dass die Spitze der Insel häufig in einer Lenticularis-Wolke steckt, die dann wie ein Hut auf der Insel aussieht.
Im Jahr 1850 wurde die Insel für 5000 dänische Reichstaler an Interessenten aus Hvalba und Sandvík versteigert. Der königlich dänische Monopolhandels-Vertreter von Tvøroyri steigerte der Überlieferung zufolge auf der Auktion mit, um den bis dahin königlichen Besitz künstlich teurer zu machen. Die Insel wird zweimal im Jahr von Touristen besucht.

## Vegetation
Lítla Dímun ist diejenige Insel mit der geringsten Artenvielfalt der Färöer.
| Färöisch            | Deutsch                   | Botanisch              |
| ------------------- | ------------------------- | ---------------------- |
| Árshúsagras         | Einjähriges Rispengras    | Poa annua              |
| Hálshvít baldursbrá | Küsten-Kamille            | Matricaria maritima    |
| Jarðlagdur krásarvi | Niederliegendes Mastkraut | Sagina procumbens      |
| Læknaeirisgras      | Echtes Löffelkraut        | Cochlearia officinalis |
| Opinekruarvi        | Gewöhnliche Vogelmiere    | Stellaria media        |
| Reyðvingul          | Rot-Schwingel             | Festuca rubra          |
| Rísið húsagras      | Gewöhnliches Rispengras   | Poa trivialis          |
| Ullhært legugras    | Wolliges Honiggras        | Holcus lanatus         |
| Vanligt høsnagras   | Gewöhnliches Hornkraut    | Cerastium fontanum     |

## Jugendprojekt „Stille Inseln“ 2006
Im Sommer 2006 wurden 28 Jugendliche aus Island (11), Norwegen (8), Grönland (3) und den Färöern (6) im Rahmen des Projekts „Stille Inseln“ für drei Tage auf Lítla Dímun ausgesetzt. Sie hatten weder Handy, Laptop, Kamera, Uhr oder Fernsehen. Stattdessen bekamen sie jeweils ein Tagebuch und einen Bleistift in die Hand. Sie sollten dort ganz auf sich gestellt ihre Eindrücke schildern, wie es ist, in völliger Isolation, Stille und Einsamkeit zu leben. Im Anschluss entstand daraus ein Theaterstück, das in Gøta aufgeführt wurde.

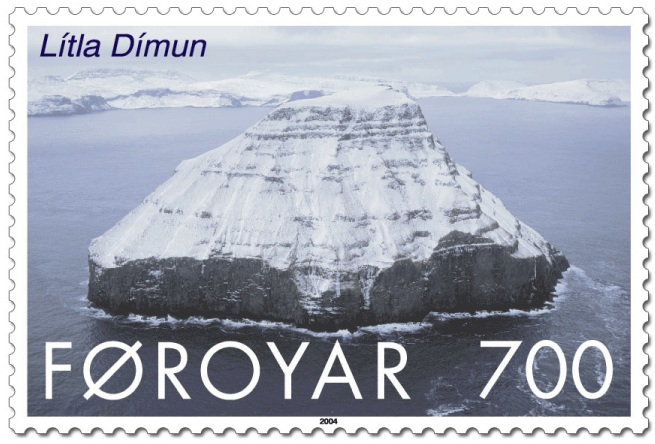
Lítla Dímun im Winter. Färöische Briefmarke von 2004
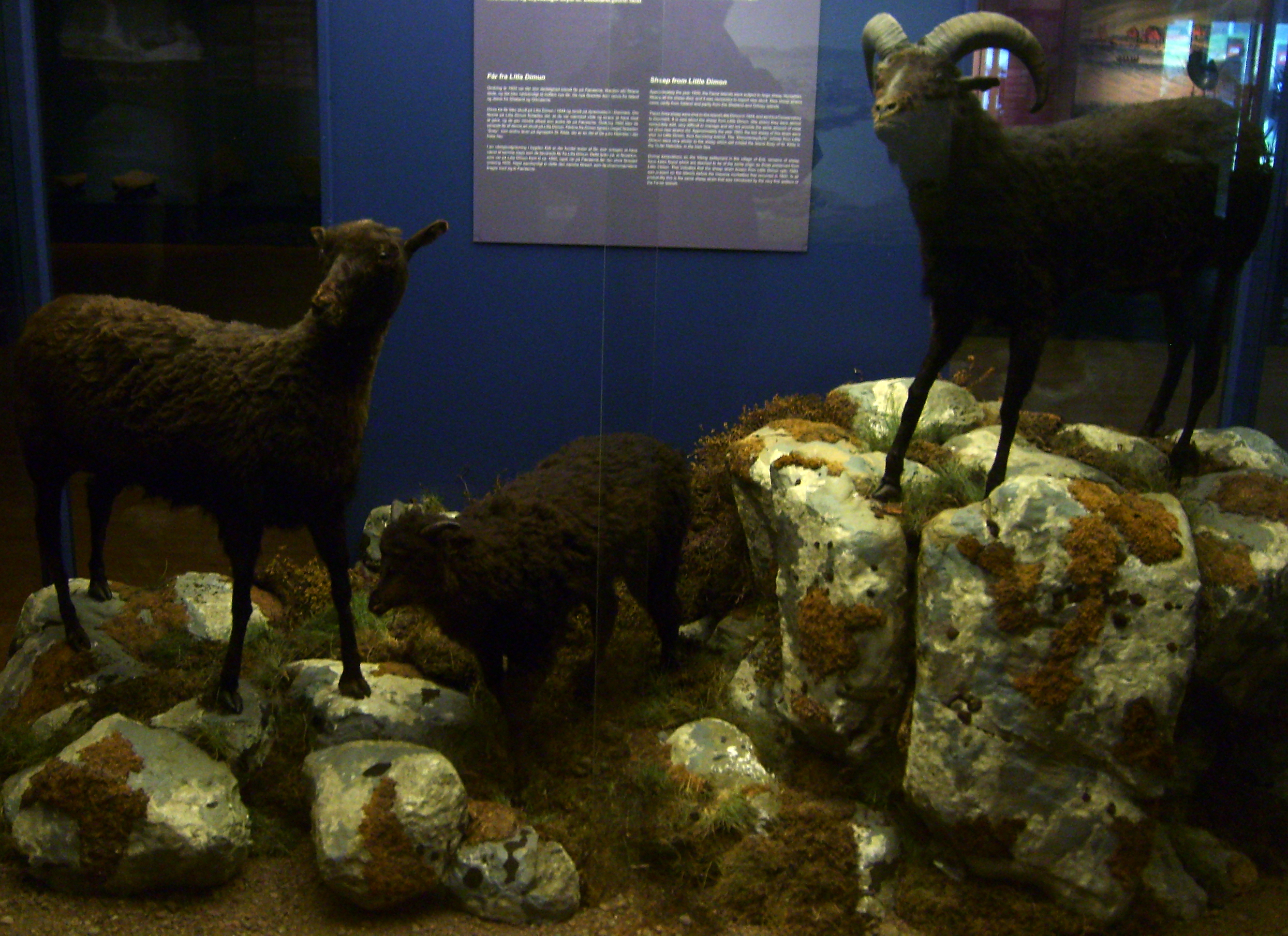
Die letzten ausgewilderten Schafe, die 1860 geschossen wurden, ausgestopft und ausgestellt im Museum von Hoyvík